# Тыково (Сусанинский район)
Тыкова — деревня в Сусанинском районе Костромской области. Входит в состав Андреевского сельского поселения.

## География
Находится в западной части Костромской области на расстоянии приблизительно 18 км на запад по прямой от районного центра поселка Сусанино на берегах речки Кукекша.

## История
В 1872 году здесь было учтено 15 дворов, в 1907 году здесь отмечено было 24 двора.

## Население
Постоянное население составляло 89 человек (1872 год), 86 (1897), 125 (1907), 7 в 2002 году (русские 100 %), 0 в 2022.